# DEEP CAGE IMPACT 2009
DEEP CAGE IMPACT 2009（ディープ・ケージ・インパクト2009）は、日本の総合格闘技団体「DEEP」の大会の一つ。2009年12月19日、東京都江東区のディファ有明で開催された。

## 大会概要
DEEP初のケージ（DEEPオリジナルのオクタゴンケージ）を使用した大会となり、2部制の全18試合が行われた。会場には満員札止めとなる1,764人が入場した。
第1部のメインイベントでは今成正和がジャスティン・"ザ・ショッカー"・クルーズにオモプラッタとフェイスロックの複合技で一本勝ちを収めた
第2部のメインイベントでは帯谷信弘がISEに打撃戦の末にTKO勝ちを収め、試合後のリング上で「判定？ダメだよ、KOじゃなきゃ」と五味隆典の発言をオマージュしたマイクアピールを行った。
プロ格闘技デビューとなった芸人KICK☆が大会唯一のキックルールで原田ヨシキと対戦し、TKO負けを喫した。
TAISHOが2006年9月以来となる総合格闘技復帰戦を行う予定であったが、2010年1月のDEEP 45 IMPACTへスライドされた。

## 試合結果

### 第1部
オープニングファイト 65.8kg以下契約 肘なし 5分2R
○  雄 vs.  樫倉康史 ×
1R 1:05 TKO（レフェリーストップ：パウンド）
第1試合 65.8kg以下契約 5分2R
○  本村康博 vs.  キル・ヨンボック ×
2R 1:01 失格（グラウンドの膝蹴り）
第2試合 70.3kg以下契約 5分2R
○  近藤定男 vs.  坪井淳浩 ×
2R終了 判定3-0
第3試合 77.1kg以下契約 5分2R
○  高木健太 vs.  久保輝彦 ×
1R 3:57 TKO（ドクターストップ：出血）
第4試合 65.8kg以下契約 5分2R
○  松本晃市郎 vs.  杉内勇 ×
2R終了 判定3-0
第5試合 77.1kg以下契約 5分2R
○  石川英司 vs.  渡辺良知 ×
2R終了 判定2-0
第6試合 63kg以下契約 5分3R
○  山本篤 vs.  宮下トモヤ ×
3R終了 判定3-0
第7試合 無差別級契約 5分3R
○  川口雄介 vs.  ロキュー・マルチネス ×
3R終了 判定3-0
第8試合 62kg以下契約 5分3R
○  今成正和 vs.  ジャスティン・"ザ・ショッカー"・クルーズ ×
1R 2:39 フェイスロック

### 第2部
オープニングファイト 65.8kg以下契約 肘なし 5分2R
○  川崎泰裕 vs.  山口マイク満 ×
1R 3:03 TKO（レフェリーストップ：パウンド）
第1試合 62kg以下契約 5分2R
○  岡元飛竜 vs.  平野カイジ ×
2R終了 判定3-0
第2試合 無差別級契約 5分2R
○  藤沼弘秀 vs.  命 ×
1R 2:50 TKO（レフェリーストップ：パウンド）
第3試合 70.3kg以下契約 5分2R
○  伊藤有起 vs.  松下直揮 ×
1R 3:05 TKO（レフェリーストップ：パウンド）
第4試合 キックルール 62kg以下契約 3分3R
○  原田ヨシキ vs.  KICK☆ ×
1R 2:18 TKO（レフェリーストップ：左フック）
第5試合 93kg以下契約 5分2R
○  ベルナール・アッカ vs.  小阪俊二 ×
1R 0:34 TKO（レフェリーストップ：スタンドパンチ連打）
第6試合 83.9kg以下契約 5分2R
○  桜井隆多 vs.  飛鷺輝 ×
1R 2:13 KO（右フック）
第7試合 65.8kg以下契約 5分3R
△  山崎剛 vs.  北田俊亮 △
3R終了 判定1-1
第8試合 70.3kg以下契約 5分3R
○  帯谷信弘 vs.  ISE ×
2R 1:49 TKO（レフェリーストップ：スタンドパンチ連打）